# 南新罗马
南新罗马是巴西南大河州的一个市镇。总面积149.1平方公里，总人口3086人，人口密度20.7人/平方公里。